# بری سالوایج
بری سالوایج (انگلیسی: Barry Salvage; ۲۱ دسامبر ۱۹۴۶ – ۱۴ اکتبر ۱۹۸۶) بازیکن فوتبال اهل بریتانیا بود.
از باشگاه‌هایی که در آن بازی کرده‌است می‌توان به باشگاه فوتبال کویینز پارک رنجرز، باشگاه فوتبال فولام، باشگاه فوتبال ایست‌بورن یونایتد اسویسیشن، باشگاه فوتبال میلوال، و باشگاه فوتبال برنتفورد اشاره کرد.